# Elektrische Länge
Elektrische Länge ist die Länge, die eine elektromagnetische Welle oder ein elektrisches Signal innerhalb einer gegebenen Zeitspanne zurücklegt. Abhängig von der Permittivität und gegebenenfalls der Permeabilität des Ausbreitungsmediums ist die elektrische Länge stets größer oder (im Fall der Ausbreitung im Vakuum) gleich der mechanischen Wegstrecke {\displaystyle l_{\mathrm {mech} }}.
Angenommen das Medium sei nichtmagnetisch, seine relative Permeabilität also {\displaystyle \mu _{\mathrm {r} }=1}, was für die meisten Werkstoffe (und auch Luft) in guter Näherung gilt, dann kann die (absolute) elektrische Länge {\displaystyle l_{\mathrm {el} }} bestimmt werden aus der Vakuumlichtgeschwindigkeit {\displaystyle c_{0}} und der Phasenlaufzeit {\displaystyle \tau _{p}} des Signals oder – bei einer verlustlosen Leitung – dazu gleichwertig aus der mechanischen Länge {\displaystyle l_{\mathrm {mech} }} und der relativen Permittivität {\displaystyle \varepsilon _{r}}, was das Dielektrikum zwischen den Leitern beschreibt:
{\displaystyle {\begin{aligned}l_{\mathrm {el} }&=c_{0}\cdot \tau _{p}\\&=l_{\mathrm {mech} }\cdot {\sqrt {\varepsilon _{r}}}\end{aligned}}}
Die (relative) elektrische Länge wird auch häufig auf die Vielfachen der Wellenlänge λ des Signals bezogen und dann dimensionslos in Radiant angegeben
{\displaystyle l_{\mathrm {el_{rel}} }={\frac {l_{\mathrm {el} }}{\lambda }}}
Elektromagnetische Wellen breiten sich in einem Medium oder auf einem Wellenleiter (z. B. einem Antennenkabel) langsamer aus als im Vakuum. Daraus ergibt sich, dass ihre Wellenlänge in einem Medium geringer ist als im Vakuum. Für die mechanischen Abmessungen von Leitungen und Resonatoren (z. B. Antennen) bedeutet dies, dass sie in der Regel mechanisch kleiner sind, als sie es nach der Berechnung aus der Frequenz und der Vakuumgeschwindigkeit des Lichtes sein würden.
Zum Beispiel sind die Teleskopantennen vieler Kofferradios ca. 75 cm lang und haben damit bezüglich der Wellenlänge von 3 m des UKW-Rundfunks eine relative elektrische Länge von 1/4. Kürzere Stabantennen, wie man sie häufig an PKW sieht, sind durch besondere Maßnahmen (Längsinduktion durch Wendelung) elektrisch verlängert und haben so ebenfalls eine elektrische Länge von λ/4. Die elektrische Länge von Antennen kann durch geeignete Maßnahmen auch verkürzt werden.
Bei Wellenleitern wie Koaxialkabeln wird gelegentlich der Begriff Verkürzungsfaktor verwendet. Er gibt an, um welchen Faktor der Leiter kürzer ist, als die Berechnung aus der Vakuum-Lichtgeschwindigkeit erwarten ließe. Diese Angabe ist z. B. für die Berechnung von Stichleitungen von Bedeutung.